# Плыви по течению
«Плыви по течению» (другое название — «День в городе ангелов») — американский криминальный драматический триллер 1992 года режиссера Марка Рокко с Дермотом Малруни, Шоном Эстином, Бальтазаром Гетти, Ларой Флинн Бойл, Рики Лейк, Джеймсом Легро, Лорой Сан Джакомо, Дэвидом Аркеттом, Кристианом Слейтером и Уиллом Смитом в главных ролях. Это был актёрский дебют Уилла Смита на киноэкране. Фильм рассказывает о беспризорных подростках, пытающихся выжить на улицах Лос-Анджелеса.
Фильм был номинирован на «Приз критиков» на Фестивале американского кино в Довиле и получил премию «Golden Space Needle» на Международном кинофестивале в Сиэтле.

## Сюжет
Спасаясь от различных невзгод, группа людей создает собственную защитную семью на улицах Лос-Анджелеса во главе с Кингом. Кинг несколько лет жил на улице. После того, как его освободили после двух месяцев тюрьмы за нападение, он чувствует, что группа (он, Грег, Литтл Джей, Крашер и Бренда) распалась в его отсутствие. Его знакомят с Хизер, девушкой из Чикаго, которую он включает в свою месть Томми Рэю, убившему его девушку Девон.
Однажды ночью Грег и Литтл Джей подрались из-за кражи автомобильных стереосистем. Грег, безумный, что группа всегда на стороне Маленького Джей, ищет убежища у своего торговца наркотиками Теда и подруги Теда Викки. Однако ему отказывают из-за отсутствия денег. Идя домой за деньгами, отец и мачеха арестовывают его за крупную кражу.
Тем временем у Кинга и Хизер проблемы с заработком, но он не станет заниматься проституцией, в отличие от друзей Маленького Джея Роба и Кимми. Роб соблазняет Маленького Джея, но, обслуживая своего клиента Чарльза, Маленький Джей вспоминает о сексуальном насилии со стороны своего дяди. В тюрьме Грег признается в наркозависимости, поэтому социальный работник отправляет его в реабилитационный центр, и его условно-досрочно освобождают.
Тем временем Томми Рэй, после угроз и нападения на безногого друга Кинга Мэнни, узнает, где живет Кинг. Томми Рэй избивает Кинга и чуть не закалывает его, пока Литтл Джей не убивает его. Кинг, Хизер и Литтл Джей убегают, но Крашера арестовывают. Кинг советует Хизер вернуться в Чикаго, но она отказывается ехать без него.
После дня, проведенного в поисках денег, они решают пойти в отель и провести ночь, занимаясь любовью. Она признается, что сбежала из дома, потому что ее изнасиловал брат. Тем временем Маленький Джей временно укрывается у Роба и Кимми, но в конце концов Роб выгоняет его, и он решает снова связаться с Чарльзом. Тем временем Грег убегает из реабилитационного центра, но не найдя группу, он идет к Теду, который беспокоится о нем, потому что он не спал четыре дня, и пытается «помочь» ему, уколов его героином.
Выйдя из тюрьмы, Крашер пытается убедить Кинга и Хизер поехать с ним в Даллас, так как их разыскивает полиция. Кинг не хочет уезжать без Грега и Маленького Джей и начинает их искать. Он потрясен, обнаружив, что Грег лежит в собственной рвоте под действием наркотиков у Теда. Грег обещает пойти с ним, но полиция арестовывает его раньше, чем он успевает.
Затем они находят Маленького Джея под мостом, которого выгнали из дома Чарльза и который сожалеет о том, что застрелил Томми Рэя. Трое решают уйти без кого-либо еще. Тем временем Грег, вышедший из тюрьмы после того, как сообщил полиции о местонахождении Кинга, возвращается к Теду с передозировкой. В их автобусе Кинг решает выйти на поиски Грега, но полиция держит его под прицелом. Маленький Джей пытается спасти его и пытается выстрелить в них, заставляя их стрелять в ответ. Кинг, однако, прыгает перед ним и застрелен, что шокирует наблюдающую Хизер. Она решает остаться в городе и дождаться освобождения Маленького Джея из тюрьмы. В сопровождении Бренды она возвращается на улицу, делая то, чему ее научил Кинг.

## В ролях
- Дермот Малруни — Кинг
- Лара Флинн Бойл — Хитер
- Шон Астин — Грег
- Бальтазар Гетти — Литл Джей
- Питер Добсон — Томми Рей
- Рики Лейк — Бренда
- Джеймс Легрос — Крэшер
- Уилл Смит — Манни
- Адам Болдуин — Блек, полицейский
- Кайл Маклахлен — Тед
- Нэнси Маккеон — Викки
- Алисса Милано — Кимми
- Дэвид Аркетт — Роб
- Кристиан Слейтер — работник социальной службы